# Мисија Булсај

Мисија Булсај је била прва мисија Управе за специјалне операције (СОЕ) у Југославији од њене окупације од стране сила Осовине. Предводио ју је капетан Бил Хадсон са циљем да установи шта се дешава у Југославији и да координира све покрете отпора.

## Позадина, логистика и први контакти
Брзо спроведена осовинска операција Казна у априлу је затекла југословенску владу и војску неспремне. За нешто више од недељу дана, војска је капитулирала, а краљ Петар II и краљевска влада су отишли у Лондон преко Блиског истока са агентима СОЕ који су били послати у Југославију. Нејасне вести о устанку, отпору и цивилним жртвама су стигле и до британске и до југословенске избегличке владе, који су установиле да им је потребна јаснија слика и договориле су се да се у Југославије пошаље мисија. И британска и југословенска избегличка влада биле су против преурањеног устанка широких размера, који не би предводили краљевски официри. Пуковник Вилијам Бејли, шеф балканске секције СОЕ, је дао инструкције капетану Билу Хадсону да ступи у контакт са свим покретима отпора, без обзира на националну, верску или политичку припадност.
Због потреба Северноафричког фронта, недостатка потребних авиона и удаљености од египатских аеродрома, одлучено је да ће се убацивање мисије обавити подморницом.
Капетан Хадсон је био 31-годишњи рударски инжењeр који је боравио у Србији неколико година пре рата. Течно је говорио српски језик и имао је важна искуства о условима у Србији. Мисија Булсај је такође укључивала три официра Југословенског краљевског ратног ваздухопловства: мајоре Мирка Лалатовића и Захарија Остојића и радиотелеграфисту наредника Вељка Драгићевића. Мајор Лалатовић је био официр ЈКРВ који је ескадрилом авиона одлетео са никшићког аеродрома преко Грчке за Каиро. Мајор Остојић је био генералштабни официр који је испратио кнеза Павла у Грчку почетком априла 1941. и одатле је отпутовао за Каиро.
Група се укрцала на подморницу ХМС Тријумф на Малти и стигла до Петровца на Мору 20. септембра 1941. Када су се искрцали, срели су се са локалним партизанима, који су их одвели у село Радовче, северно од Подгорице. Преко једног од два радија су се 26. септембра јавили радио-станици СОЕ да су наишли на локалне снаге, предвођене Арсом Јовановићем и Милованом Ђиласом. Хадсон је 9. октобра 1941. добио наређење из Каира да крене према планини Сувобор у западној Србији да однесе сигурну шифру пуковнику Драгољубу Михаиловићу и његовим четницима који су слали нешифроване радио-поруке. То је било време када су два различита приступа отпору партизана и четника постала очигледна.

## Сусрети са вођама покрета отпора и покушаји измирења
Хадсон и Остојић су у пратњи Јовановића, Ђиласа и Митра Бакића, преко територије које су држали партизани у Санџаку и долини Западне Мораве стигли у Ужице око 25. oктобра 1941. где су срели партизанске вође, укључујући и Јосипа Броза Тита. Убрзо је Хадсон отишао у Михаиловићев штаб у селу Брајићи под Сувобором. Михаиловић је био упознат са Хадсоновим повољним извештајима о црногорским партизанима и претио је да ће прекинути односе у случају да Хадсон поново оде у Ужице.
У Брајићима, Хадсон је био посматрач у преговорима између Михаиловића и Тита, и схватио је да се њих двојица не могу лако измирити. Охрабрен извештајима Остојића и Лалатовића да има званичну подршку југословенске владе и обећаном британској помоћи, Михаиловић је захтевао да се партизани потчине његовој команди. Веровао је да ће политиком ишчекивања његов покрет бити довољно јак да уништи комунисте, одупре се Немцима без страха од одмазди и сачека англо-америчко искрцавање на Балкан. Са друге стране, Тито је захтевао дикретну борбу против окупатора без одлагања, а није прихватао потчињаваање Михаиловићу, већ заједничке акције или у најгорем случају да четници неће нападати партизане док ови ратују против Немаца. Преговори нису били успешни.
Михаиловић је 29. октобра 1941. послао телеграм тражећи помоћ „док је време још добро”, тако да може да „образује армијски корпус за кратко време”, што је изазвало утисак да предстоји офанзива против Немаца. Истовремено, подстицан својим саветницима, нарочитом новопридошлим Остојићем и Лалатовићем, Михаиловић је наредио напад на партизане у Ужицу. Недељу дана касније, 9. новембра 1941. Михаиловић је са Малте добио прве количине британске помоћи.
У страху од јачања сукоба између две групе, и забринут да ће се војна помоћ користити у сукобу против партизана, а не Немаца, Хадсон је 13. новембра 1941. затражио да се обустави даље пружање помоћи четницима све док Михаиловић не покуша да уједини све антифашистичке групе под своју команду. Добровољно се понудио да оде у Ужице да помогне и затражио је од британске владе да утиче на партизанско вођство да делује под Михаиловићевом командом преко поруке Радио Москве која је убрзо емитована.
Хадсон је 20. новембра 1941. присуствоваo четничко-партизанским преговорима у Чачку, известивши да су партизани јачи и да немају поверење у југословенске официре који су били одговорни за слом. Такође је јавио да ће Михаиловић прво ликвидирати партизане британским оружјем, пре него што се озбиљно окрене Немцима. Потом је напустио Михаиловићев штаб да посети Тита у Ужицу, баш у време када су Немци почели напад на град у операција операцији Ужице 29. новембра 1941. Пратио је партизане у повлачењу преко Златибора све до Увца, да би онда одлучио да се 8. децембра врати код Михаиловића на Равну гору. Михаиловић је у међувремену, 1. децембра, известио Лондон о Хадсоновом нестанку, а и сам је размишљао о повлачењу у Црну Гору. Одбио је да се види са Хадсоном и забранио је Хадсону да користи четничку радио-станицу, због чега је Хадсону преостало да се скрива по Србији у сељачкој одећи.
Одсечен од света, Хадсон је отишао у јужну Србију и провео наредна четири месеца у Ивањици, преживши уз помоћ локалног становништва. Забринута за његову судбину, СОЕ је почетком 1942. године организовала мисију Хидра, на челу са мајором Теренсом Атертоном да открије шта се десило са Хадсоном. Атертон је убијен два месеца касније, па је Хадсону допало да истражи убиство свог несуђеног спасиоца.

## Измирење са Михаиловићем
У исто време, у парилу 1942. Михаиловић је контактирао Хадсона и пита га да да се придружи његовом штабу у Санџаку. Хадсон је прихватио и они су италијанским камионима отишли за Црну Гору. Лондон је био обавештен да је Хадсон жив, и унапредио га је у мајора и одликовао га Орденом за истакнуту службу у јуну 1942. Следећих пар месеци Хадсон је провео у инспекцији локалних четничких јединица и обавестио своје команданте о њиховој честој колаборацији са италијанским окупаторима.
У августу 1942. поручник Лофтс и два британска радио-телеградиста су придодата Хадсону да би он имао редовнију и сигурнију комуникацију са Каиром и Лондоном. Ово је довело до тога да Михаиловић и Хадсон независно један од другог представљају стање ствари. Михаиловић је игнорисао питања о снази и положајима партизана и одбијао да предузме саботаже на прузи Београд-Ниш, истовремено сакривајући властиту колаборацију са Италијанима, док је Хадсон о свему обавештавао своје претпостављене.
Чак и након директног апела генерала Харолда Александера (главног командата команде Блиског истока) да врши саботаже на осовинским комуникација, Михаиловић је одбијао да делује. Коначно, након годину дана проведених у Југославији, Хадсон је 15. новембра 1942. сумирао стање:
- Михаиловић зависи од локалног команданта Павла Ђуришића, кога је у тајности унапредио и финансијски помагао и подржао његову политику колаборације са Италијанима. Саботаже усмерене против Италијана би довеле до одмазди и прекидања њихове подршке и испоруке хране. Михаиловић је инсистирао да ће до слома Италијана доћи брзо.
- Четници у Србији могу да организују саботаже на пругама на местима где Немци не би могли да врше одмазде над српским селима, али никакви озбиљни покушаји нису извршени да се испита ова могућност. Слаби резултати сабоража су делом због недостатка Михаиловићеве воље и енергије. Михаиловићу би требало ставити до знања да даља подршка Михаиловићу на БиБиСи-ју зависи од његове спремности за врши саботаже.
- Једном уверен да је коначна победа сигурна, Михаиловић ће се придружити у борбама против сила Осовине, а до тада ће моћи да се у тајности споразумева са Италијанима или Немцима. Хадсон није сигуран да Михаиловић има споразум са силама Осовине око његове неактивности у Србији или њихових борби против комуниста у северозападној Босни.

## Проширење мисије
Поред јачања канала за комуникацију, пред крај 1942. СОЕ је послала шефа балканске секције СОЕ, пуковника Вилијама Бејлија да координира све активности СОЕ у овом области (укључујући и у Албанији, Мађарској, Румунији и Бугарској) и да извести о војној снази четника. Бејли је такође имао задатак са убеди Михаиловића да активније спроводи саботаже, испита његове политичке намере и да предложи како може да се спроведе британска политика стварања уједињених покрета отпора.
Као и Хадсон, Бејли је био рударски инжењер са предратним искуством у Југославији. Почетком 1942. био је на задатку у САД и Канади, заједно са капетаном Билом Стјуартом (који ће касније постати шеф мисије Типикал и погинути у немачком бобмардовању Титовог штаба маја 1943. током битке на Сутјесци) покушавајући да уједини све југословенске исељенике за могуће ангажовање на Балкану.
Бејли је скочивши падобраном из авиона стигао у Михаиловићев штаб у село Горње Липово код Колашина 25. децембра 1942. Један од његових задатака био је да се поправе односи са Михаиловићем, обавештавајући га о догађајима ван Југославије (нпр. у северној Африци) и како су ти догађаји били одговорни за дотадашњу слабу доставу помоћи. Такође је требало да убеди Михаиловића да се уклопи у ширу савезничку стратегију, тако што би постао регионални центар за комуникацију у случају да Савезници буду приморани да се повуку са Блиског истока. У својим првим извештајима, Бејли се сложио са Хадсоновим мишљењем о немогућности помирења Михаиловића и партизана и његовој сарадњи са анти-партизанским одредимa y НДХ, који нису били под његовом директном командом. Такође је обавестио да је „око 4.000 декларисаних комуниста на челу са Тиом прогласило независну републику у Бихаћу”, уз подршку „још око 10.000 војника који би касније можда могли да пређу на Михаиловићеву страну”. Због непомирљивости две групе, Бејли је предложи да партизани делује западно од Дрине, чиме би већински српске територије источно од Дрине потпале под Михаиловићеву команду. На тај начин две војске би имале мало око чега би се међусобно бориле, па би се усредсредиле на борбу против сила Осовине. Упозорио је да би Михаиловић прихватио губитак британске помоћи све у циљу да ликвидира партизане са српских територија. Форин офис је схватио да би то могло довести до распада Југославије након рата, тако да овај план никад није спроведен.
Први извештаји су наговештавали да је Бејли имао добар почетак са Михаиловићем, који је пристао да прима британске подмисије у своје регионалне штабове, као што је мисија Гринвуд-Ротам у источној Србији и да пропусти агенте у друге државе. Испоставило се да је Хадсонов однос са Михаиловићем много бољи него што је очекивао. Међутим, Бејлијева немогућност да заустави емисије Би-Би-Си-ја које су хвалиле отпора партизана или да повећа количине помоћи (на шта је утицало недостатак оперативних авиона дугог долета и лоше време) је био разлог да њихов однос почне брзо да се погоршава.
На крају, на једном крштењу у Горњем Липову 28. фебруара 1943. Михаиловић је одржао говор на ком је био изузетно критичан према „перфидном Албиону”, који је тражио од „Срба да се боре до последњег”, „без адекватне помоћи”, и да су његов једини извор снабдевања италијански окупатори. Навео је да су његови главни непријатељи „партизани, усташе, муслимани и Хрвати - по том реду” - и тек онда када се буде побринуо за њих, да ће посветити Немцима и Италијанима. Бејли је одмах реаговао, а касније је известио Лондон о садржају говора што је изазвало велику кризу у односима између британске владе, југословенске избегличке владе и Михаиловића чији је редослед приоритета био у обрнутом редоследу од очекиваног. Ово је довело до скоро потпуног прекида односа између британске мисије и Михаиловића.

## Преусмеравање подршке
У марту 1943. војске сила Осовине и њихових сарадника су потиснуле партизане из области Бихаћа у северозападној Босни до Херцеговине на југу. Михаиловић је напустио свој штаб да би преузео директну команду над четницима и наредних неколико недеља је провео у Калиновику, Коњицу и Фочи. Бејли је 6. априла 1943. известио да четници директно сарађују са Италијанима у фочанском крају и да је Михаиловић одбио да дозволи приступ британској мисији.
Отприлике у исто време, порази сила Осовина код Стаљинграда и у северној Африци, су дали значај сарадњи са покретима отпора на Балкану. Британски премијер Винстон Черчил је обезбедио десет бомбардера Халифакс поред четири Либератора да би олакшао испоруку војне помоћи, а у априлу 1943. образоване су подмисије код Михаиловићевих команданта у Србији. Мисија Типикал, прва мисија послата у партизански штаб, је 27. маја искочила падобраном у јеку осовинске операције Шварц. Обе мисиије су сада имале и представнике америчке ОСС. Са Бејлијем је био капетан Волтер Менсфилд, а са Дикином поручник М. О. Бенсон.
Током нарeдних неколико месеци, ситуација је остала сложена. Михаиловић је наставио да сарађује са Италијанима и остао усредсређен на борбу против партизана. Његове трупе су се суздржавале од напада на осовинске трупе у страху од одмазди, а био је незадовољан слабом британском помоћи. Са друге стране, партизани су наставили да се боре против Немаца, Италијана, усташа, четника и других, истовремено исказујући своју оданост совјетским циљевима. Британска влада је затим одредила да подједнако подржава оба покрета, пославши више официре у сваки штаб. Код Михаиловића је послат бригадни генерал Чарлс Армстронг, а код Тито бригадни генерал Фицрој Маклејн.
Ова два генерала су стигла у време капитулације Италије и посматрали су понашање две војске после овога. У Беранама где је био штаб дивизије Венеција, њен командант генерал Оксилија се сложио са Михаиловићевим представницима и Бејлијем да пређе на страну савезника заједно са својим војницима. 2. пролетерска дивизија је стигла убрзо, на челу са Пеком Дапчевићем, и убедила Оксилију да приступи партизанима. За Михаиловића је ово био велики губитак угледа, оружја и територија.
Армстронг је био присутан 5. октобра 1943. када су четници заузели немачки гарнизон у Вишеграду, омогућивши британском мајору Арчи Џеку да дигне у ваздух оближњи железнички мост. Уз дизање у ваздух четири железничка моста на Мокрој гори, ово је била прва значајна и отворена противнемачка акција четника од почетка рата. Међутим, ББС је партизанима приписао заслуге за успех ове акције, што је још више разбеснело Михаиловића, који се вратио свом претходном циљу, тј. борби против партизана, игнорисавши окупаторе и британске официре за везу.
Британски министар спољних послова Ентони Идн се 8. новембра 1943. срео са краљем Петром II и новим југословенским премијером Божидаром Пурићем и рекао им да Британци намеравају да затраже од Михаиловића да изврши извесне војне операције и да би његово одбијање овог захтева зауставило британску помоћ. Задатак је био да се униште железнички мостови у долинама Ибра и Западне Мораве. Михаиловић је пристао, али је захтев повучен у последњем тренутку. У исто време, Черчил је имао приступ пресретнутним и дешифрованим тајним немачким порукама и тако је знао да се партизани константно боре против Немаца, а да четници сарађују са њима. Он се 10. децембра 1943. изјаснио да жели да се Михаиловић уклони са места вође четника до краја те године. Два месеца касније, 25. фебруара 1944. је послао поруку Титу, обавестивши га да ће британске мисије код Михаиловића бити повучене.

## Повлачење
По наређењу, и Бејли и Хадсон су напустили Михаиловићев штаб и отишли за Каиро преко Барија. Бејли је путовао са Михаиловићевим симпатизерима и Војиславом Лукачевићем до јадранске обале и евакуисан је у ноћи између 14. и 15. фебруара 1944, а Хадсон, који је путовао кроз партизанско место Беране, је отишао 28. марта 1944. Њихово повлачење из ове области је представљало крај мисије Булсај после две и по године.